# Flip van Lidth de Jeude
Cornelis Philip „Flip“ van Lidth de Jeude (* 13. Juni 1949 in Zeist) ist ein ehemaliger niederländischer Hockeyspieler, der 1973 Weltmeister war.

## Sportliche Karriere
Flip van Lidth de Jeude bestritt von 1972 bis 1976 18 Länderspiele für die niederländische Nationalmannschaft.
Flip van Lidth de Jeude debütierte Anfang 1972 bei einer Keniatournee in der Nationalmannschaft. In seinem ersten Länderspiel gewannen die Niederländer 1:0, die beiden nächsten Partien gegen Kenia verloren die Niederländer jeweils mit 0:1. Im Sommer 1972 gehörte Flip van Lidth de Jeude zum Aufgebot für die Olympischen Spiele in München, die Niederländer belegten den vierten Platz. Flip van Lidth de Jeude wurde nur beim 4:2 im Vorrundenspiel gegen Polen eingesetzt.
Im Jahr darauf bei der Weltmeisterschaft 1973 in Amstelveen belegten die Niederländer in der Vorrunde den zweiten Platz hinter der Mannschaft Pakistans. Im Halbfinale gegen die deutsche Mannschaft gewannen die Niederländer genauso im Siebenmeterschießen wie im Finale gegen die Inder. Flip van Lidth de Jeude war in fünf von sieben Spielen dabei, darunter Halbfinale und Finale. Seine beiden letzten Länderspiele absolvierte Flip van Lidth de Jeude im April 1976. Ins Olympiaaufgebot 1976 schaffte er es nicht mehr.
Flip van Lidth de Jeude spielte auf Vereinsebene für Schaerweijde aus Zeist.